# Rândunică cu pieptul roșu
Rândunica cu pieptul roșu (Cecropis semirufa) este o specie de pasăre din familia Hirundinidae, originară din Africa Subsahariană.

## Descriere

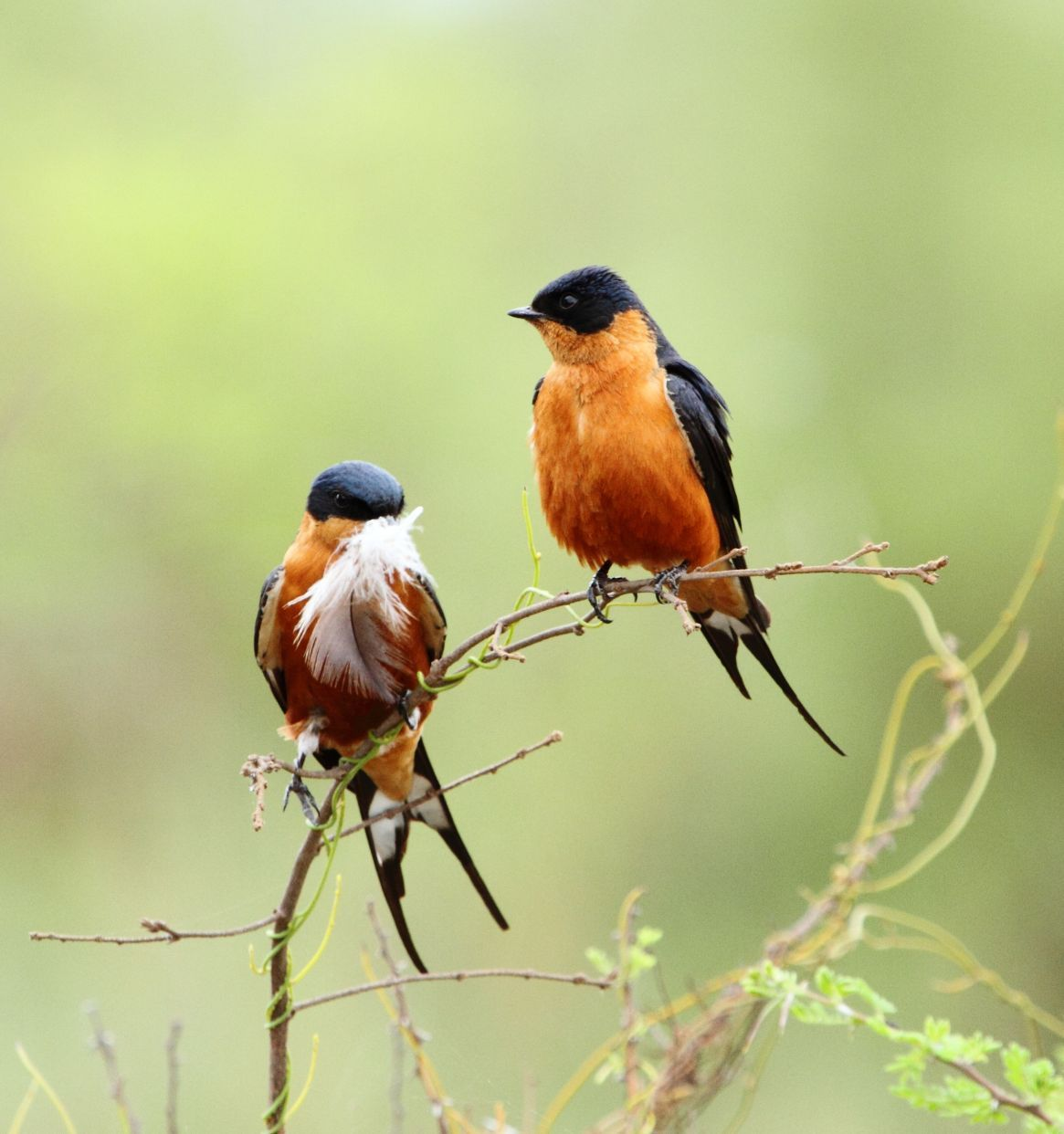
O pereche lângă cuibul lor

Rândunica cu piept roșu este asemănătoare cu rândunica senegaleză, dar este puțin mai mică și are coada mai lungi, ambele specii având creștetul capului și partea superioară de un albastru închis contrastând cu partea inferioară de un roșu-cărămiziu. Rândunica cu piept roșu se distinge de alte rândunele prin pete albastru metalizat pe partea laterală a capului care acoperă atât urechile, cât și ochii. Puiul este asemănător cu rândunica roșcată, dar are mai degrabă albastru pe partea laterală a capului decât roșu șters.

## Distribuție și habitat
Rândunica cu pieptul roșu se găsește în cea mai mare parte a Africii la sud de Sahara, Angola, Namibia, Mozambic, Senegal, Uganda, Nigeria, Gabon, Kenya, Tanzania, Africa de Sud.
Este o pasăre migratoare în cea mai mare parte a arealului său. În sudul Africii este un vizitator de vară, cuibărind între iulie și martie, cea mai mare parte a populației migrând în Africa ecuatorială, deși câteva rămân tot anul. În unele părți ale arealului său, de exemplu, în sud-estul Nigeriei până în Gabon, pare să fie rezidentă, dar este în mare parte un vizitator de reproducere în sezonul ploios în zona nordică.

## Subspecii
Există două subspecii recunoscute.
- Cecropis semirufa gordoni este o subspecie mai mică și ușor mai ștearsă, care se găsește în partea de nord a arealului speciilor.
- Cecropis semirufa semirufa se găsește în sudul Africii.

Păsările care se reproduc în Africa de Est sunt intermediare și au fost numite ca o a treia subspecie Cecropis semirufa neumanni.

## Galerie

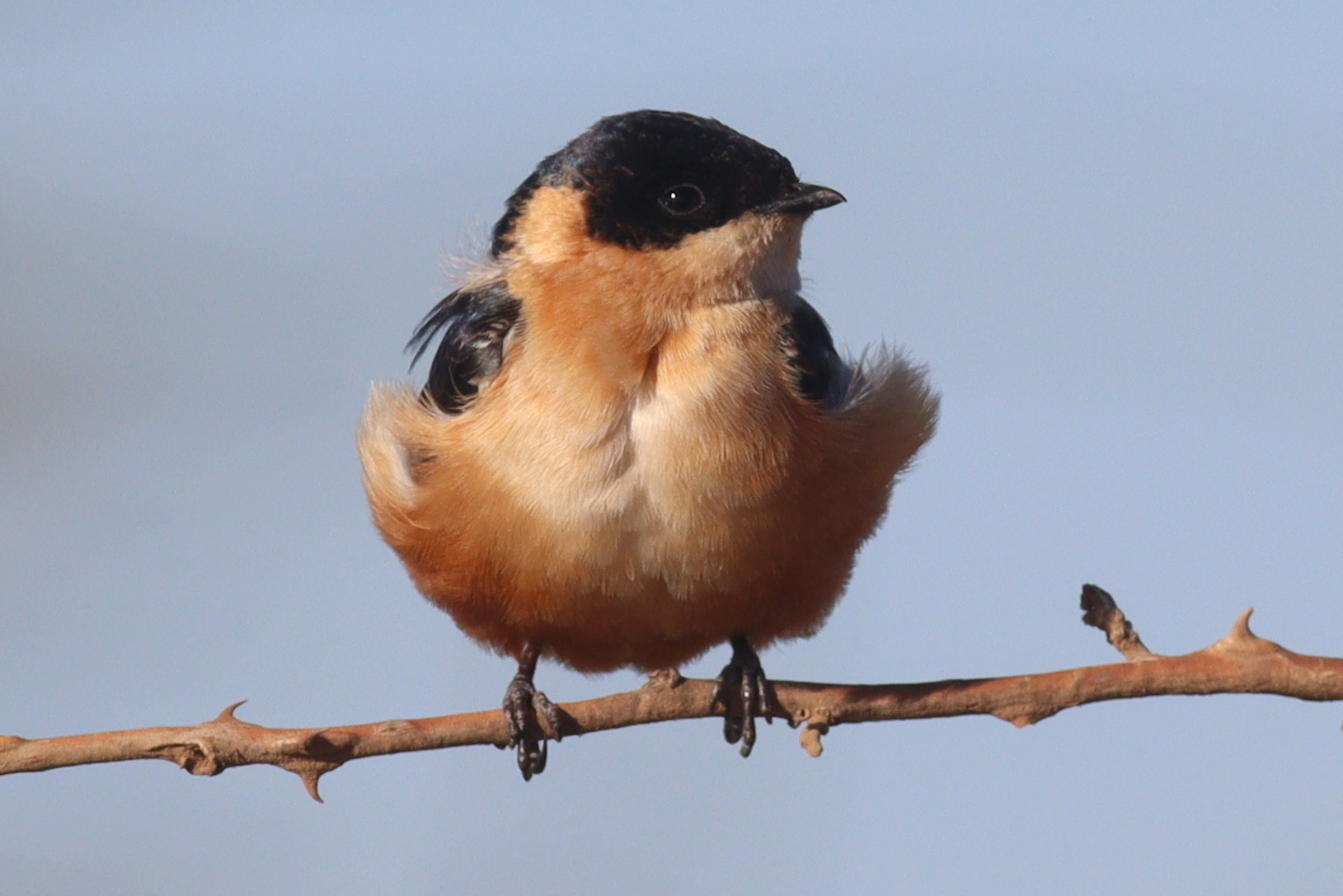
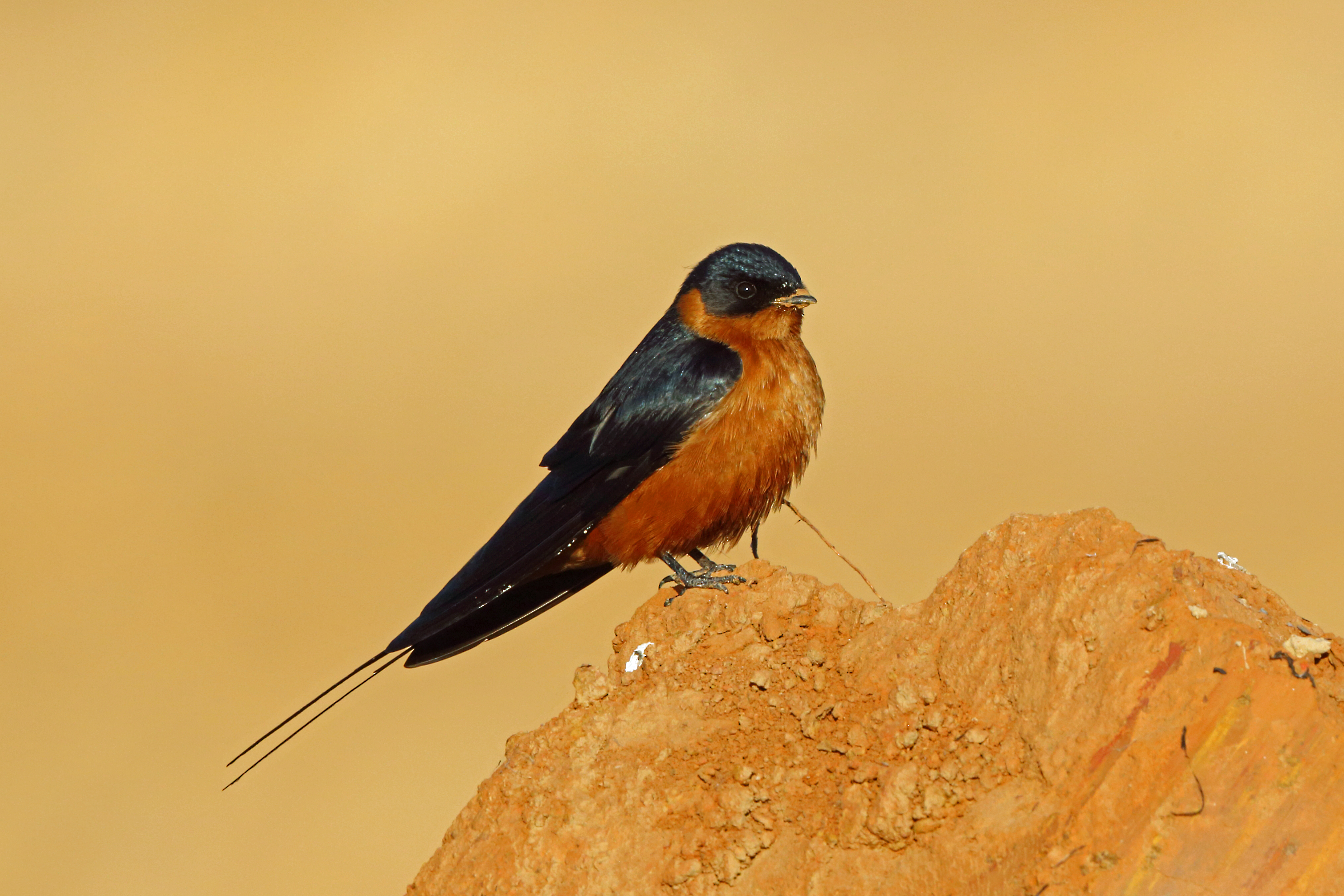
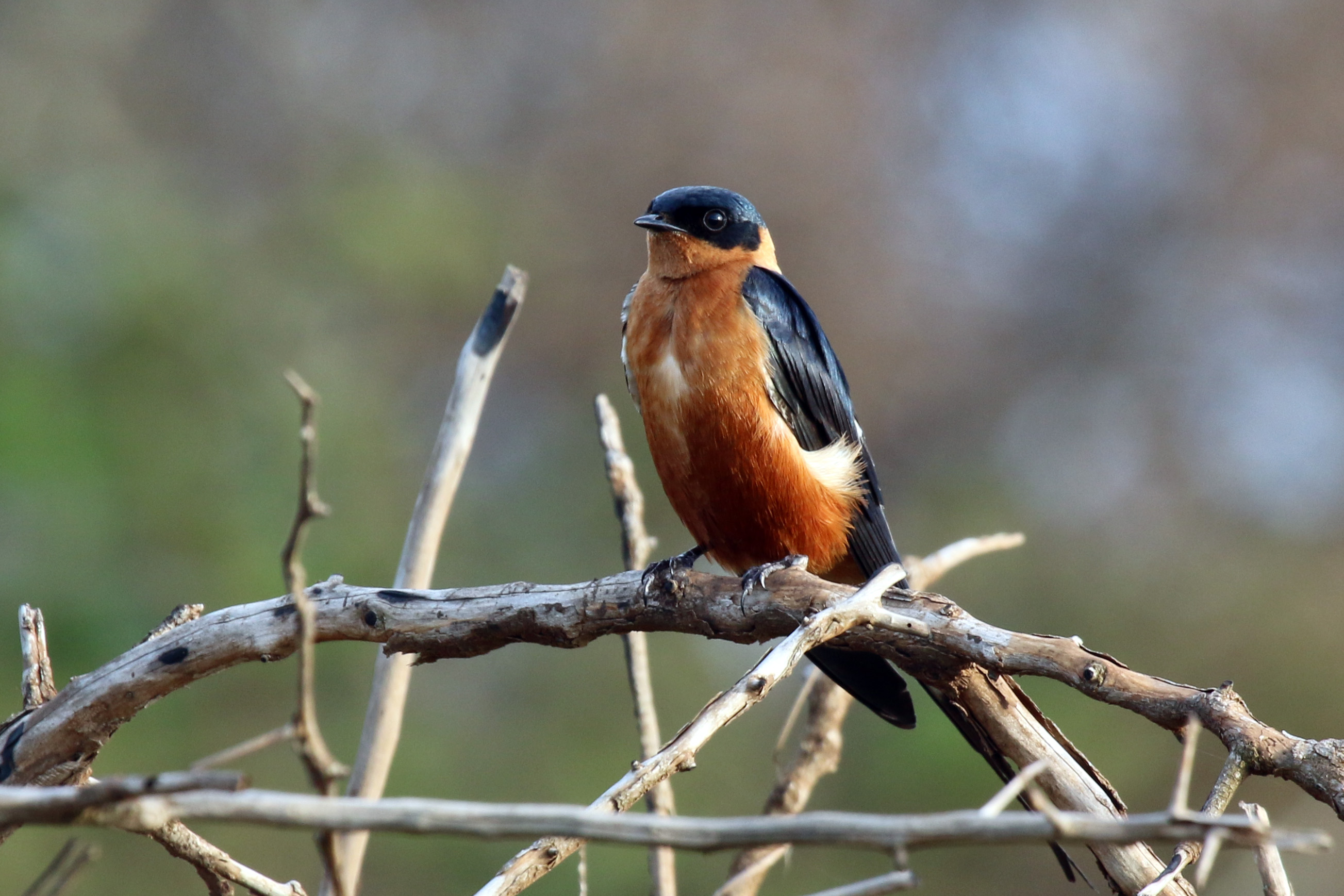
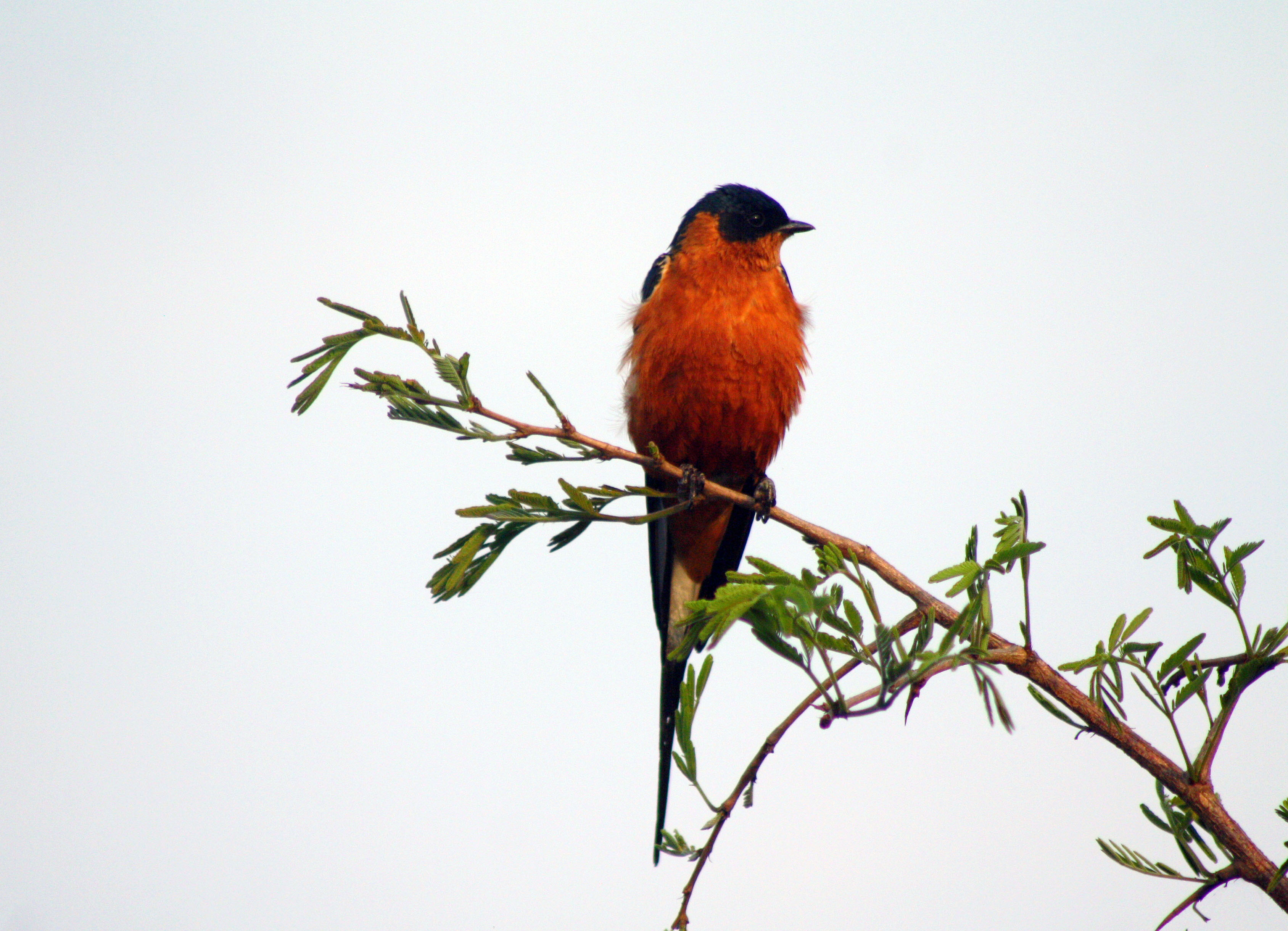
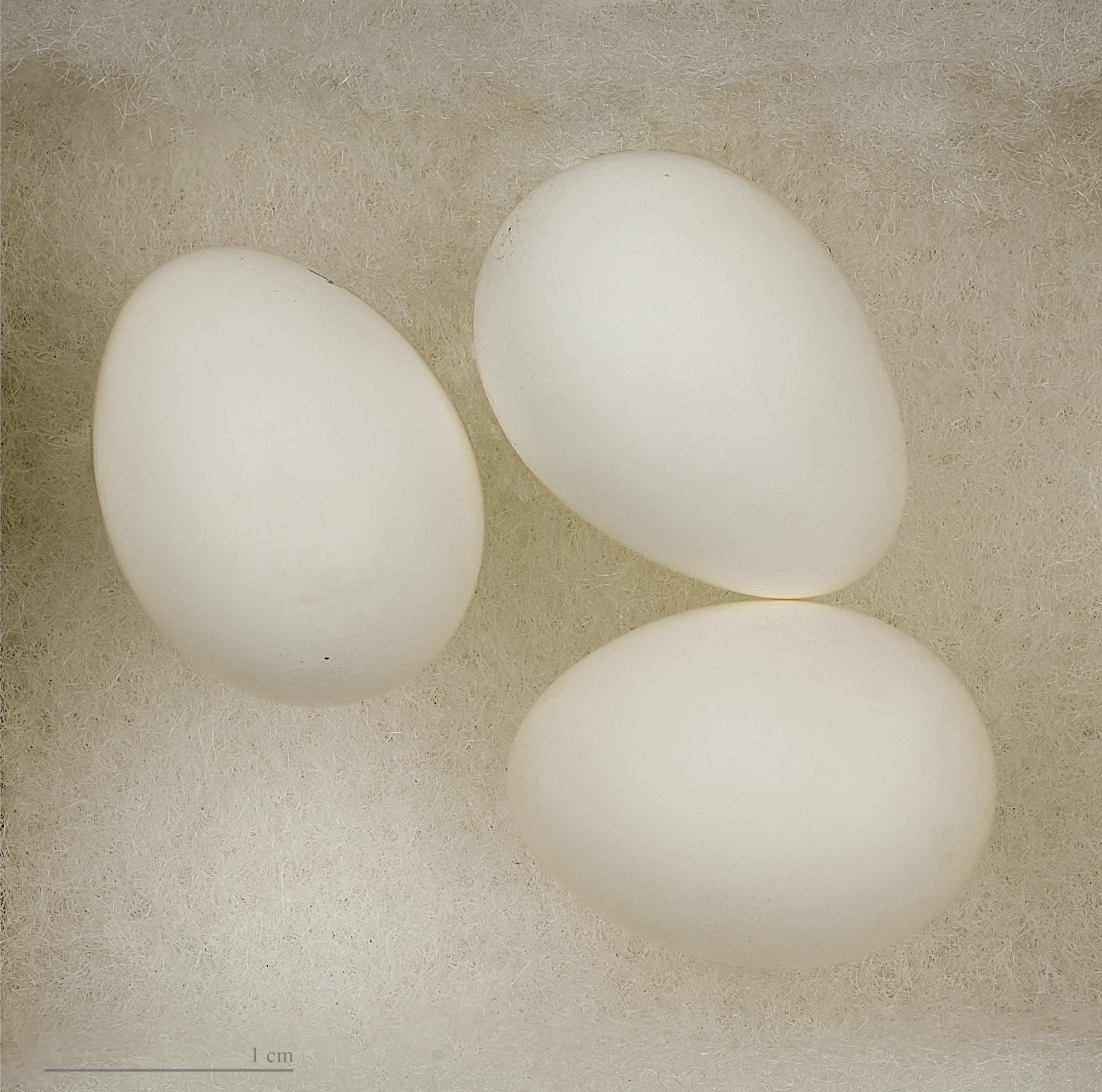
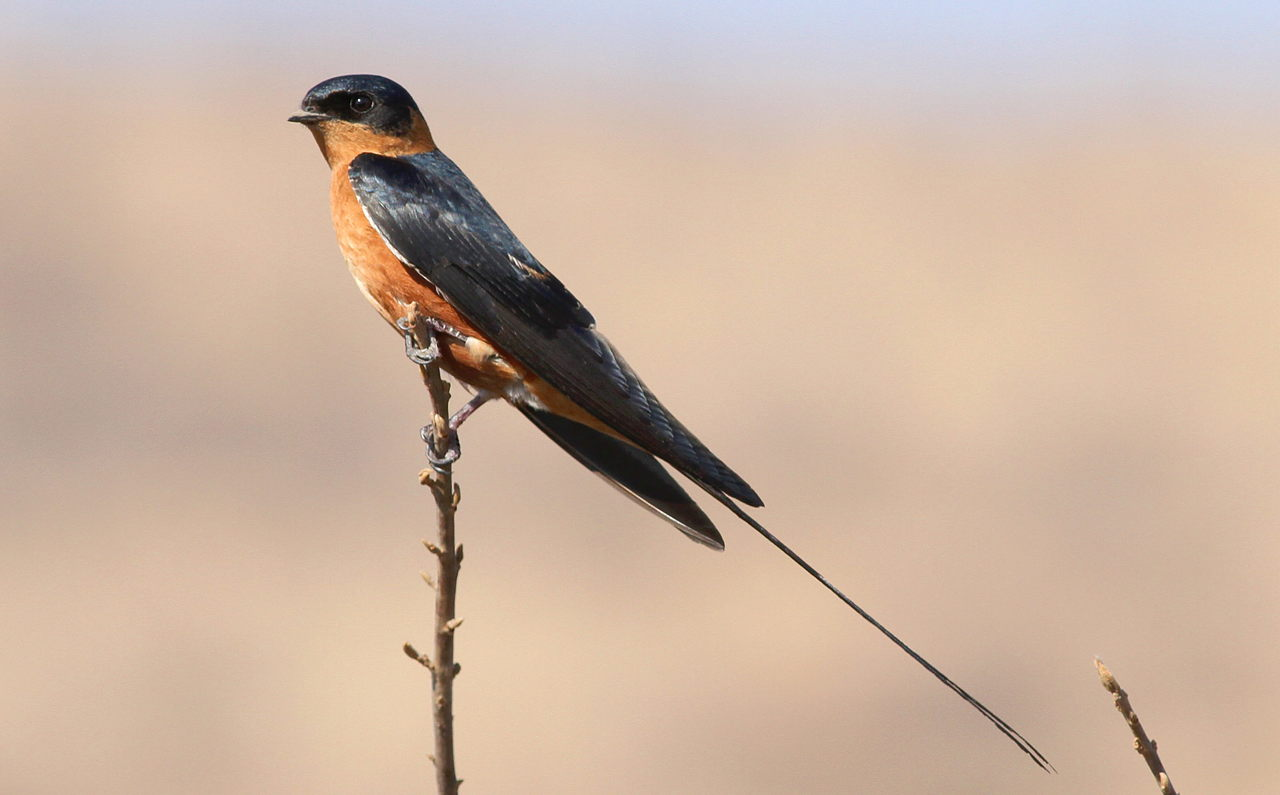